# Paralychrosimorphus rondoni
Paralychrosimorphus rondoni är en skalbaggsart som beskrevs av Stefan von Breuning 1965. Paralychrosimorphus rondoni ingår i släktet Paralychrosimorphus och familjen långhorningar.
Artens utbredningsområde är Laos. Inga underarter finns listade i Catalogue of Life.